# Alejandro Asen
Alejandro Asen (en búlgaro: Александър Асен) fue un noble búlgaro. Era el segundo hijo del zar Iván Asen I de Bulgaria y Helena-Eugenia de Bulgaria. Después del asesinato de su tío Kaloján, en 1207, huyó con su hermano Iván Asen II al territorio de los cumanos y después al Reino rus de Galitzia-Volinia. En 1217 regresaron de su exilio. Con la ayuda de mercenarios rus derrocaron a su primo Boril del trono en 1218, e Iván Asen II se proclamó emperador de los búlgaros. Después del derrocamiento de Boril, Alejandro fue nombrado sebastocrátor y se le ofreció la región de Sredec (Sofia) como infantado. Alejandro consiguió derrotar la invasión húngara en el área de Belgrado en 1232. En 1233 el ejército búlgaro, dirigido por Alejandro, se enfrentó contra los húngaros y recuperó las posesiones de las zonas búlgaras ocupadas.
Alejandro tuvo un hijo llamado Kalimán (Colomán), que después del asesinato de Miguel II Asen en 1256 ascendió al trono búlgaro por unos pocos meses bajo el nombre de Kalimán II cuando fue derrocado y asesinado.